# Transbordér pod Hamrštejnem

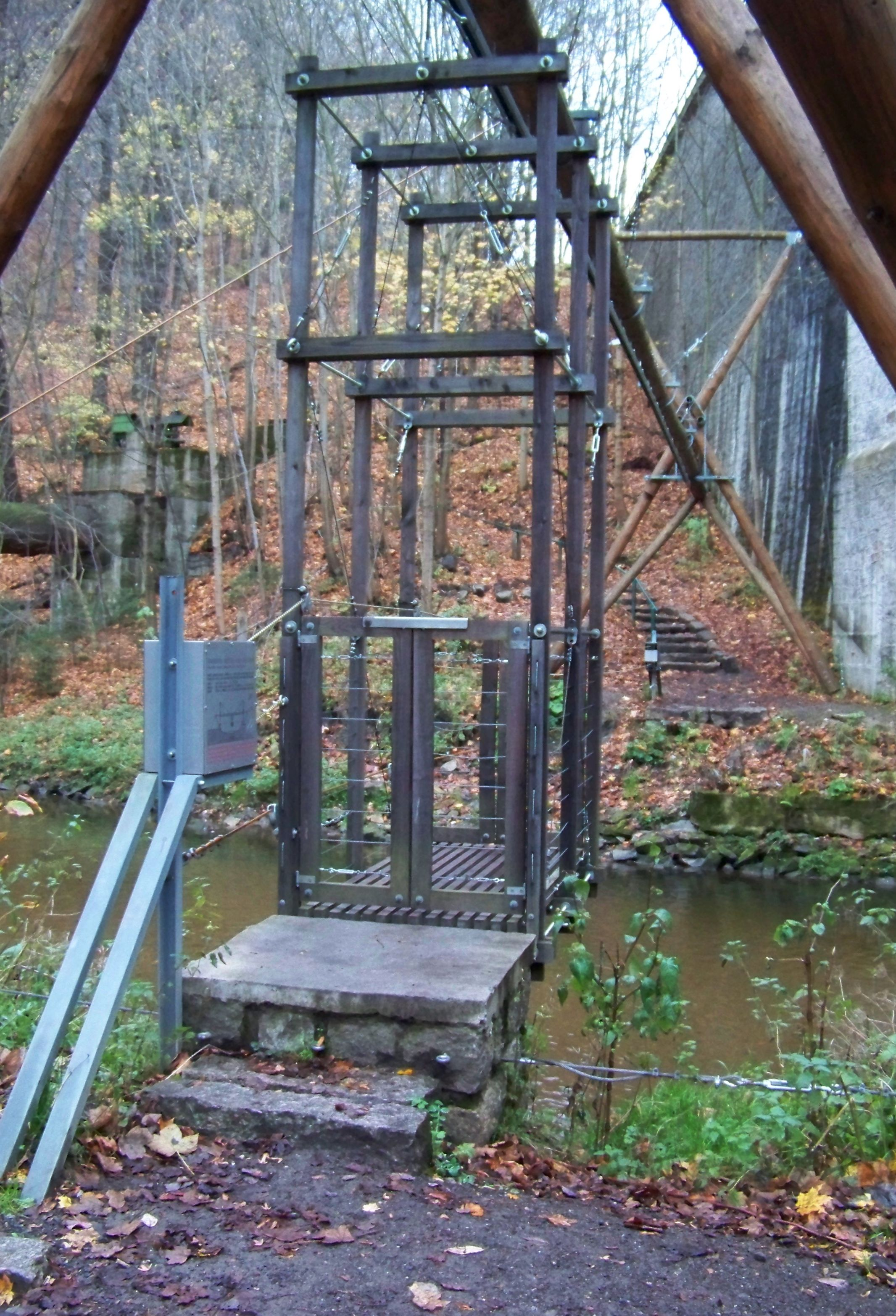
Kabinka přepravníku

Transbordér přes Lužickou Nisu je samoobslužný dřevěný kabinkový osobní mostní přepravník (gondolový most) na hranici měst Chrastava a Liberec, u osady Kolonka chrastavské části Andělská Hora, pod hradem Hamrštejnem, v těsném sousedství souběžného železničního mostu. Spojuje elektrárenskou osadu Kolonka s železniční zastávkou Machnín hrad na trati 089, propojuje turistické trasy a cíle na obou stranách řeky, je po něm vedena modře značená pěší turistická trasa. Samo zařízení je také zamýšleno jako turistická zajímavost. Údajně se jedná o první a jediný transbordér v České republice. Byl postaven v říjnu 2010 náhradou za kovovou lávku zničenou při bleskové povodni 7. srpna 2010, která v Chrastavě zničila 4 mosty a 7 lávek na Jeřici, Lužické Nise a Vítkovském potoku.

## Historie
Výstavbu inicioval náměstek pražského primátora Pavel Klega. Oslovil svého přítele, architekta Martina Rajniše, který u něj byl 16. srpna 2010 na návštěvě na chatě na předvolebním rozhovoru. 18. srpna vznikla první skica, avšak tehdy ještě nebyla stavba určena pro konkrétní místo. Nejprve byla stavba připravována pro obec Višňová, té se však podařilo zajistit vybudování betonové lávky a dalším zájemcem o transbordér se stala Chrastava.
Mediafax uvádí dobu výstavby 23 dnů, jiná média uvádějí tento údaj jako období od první myšlenky až k dokončení stavby. Výstavbu zkomplikovala další povodeň ve dnech 27., 28. a 29. září 2010, která smetla základy stavby, projekt musel být předělán a základy posunuty. Některá média uvádějí, že samotná výstavba trvala pouhých 8 dní.
Transbordér byl slavnostně uveden do zkušebního provozu v neděli 10. 10. 2010 v 10:10 hodin dopoledne. Na slavnostním otevření byli kromě iniciátora projektu, architekta a starosty Chrastavy přítomni též předseda Senátu Přemysl Sobotka a hejtman Libereckého kraje Stanislav Eichler a mnoho občanů, vyhrávala cimbálová muzika Dušana Kotlára. Přibližně měsíc mělo trvat dolaďování do trvalého provozu, zkušební období bylo ukončeno 11. 11. 2010.
Autorem projektu jsou architekti prof. Ing. arch. Martin Rajniš, MgA. David Kubík, David Pavlišta, Jitka Pucandlová. Společnost e-MRAK s. r. o. byla generálním dodavatelem. Statikem byl Ing. Jiří Žižka, dřevo zajistil Ing. Jiří Chládek, za zakládání odpovídal Ing. Jiří Goč, vedoucím montáže byl MgA. Václav Horecký, montáž prováděli Vojta Pešek, Tom Foltýn, Tom Zdvihal, Tom Buďárek, Jan Nikendey, Boris Kaňka, Jiří Šámal, Jan Jirásko, Šimon Brabec, Vojtěch Drozen, Jan Mach a horolezci Vlasta Janoušek, Jakub Macháček, Štěpán Brožek, kovovýrobu zajišťovali Radomír Mezera (MEHARI), Petr Tyl (Tibeko) a Azet Liberec, energii pro stavební práce dodávala zdejší Vodní elektrárna Václav Bareš.
Náklady na výstavbu činily asi 650 tisíc korun, hradili je občané a firmy z Prahy, včetně Pavla Klegy a jeho ženy, architekt se zřekl autorského honoráře. Podle agentury Mediafax byla cena lávky 699 tisíc Kč. Dřevo bylo kupováno za 2000 Kč za kubický metr, s přepravou a opracováním se cena dostala mezi tři až čtyři tisíce za kubík, tedy zhruba 3 Kč za kubický decimetr a 5–6 Kč za kilogram finální konstrukce, tedy zhruba šestkrát levnější, než by stála ocelová konstrukce o srovnatelné nosnosti. Náklady na základy, vozíček, kovové prvky a projekt jsou s ocelovým provedením srovnatelné.
Po dvou týdnech provozu, v sobotu 23. října 2010 před druhou hodinou ranní, někdo ukradl lano a kladku o celkové hodnotě do 2000 Kč přestože místo je dobře osvětleno. Starosta Michael Canov se domníval, že nešlo o běžný vandalismus ani o zištnou krádež, ale o poškození ze msty či závisti. Obec plánovala zařízení do týdne opravit, později pak vybavit lanem z ocelovou výztuží a bezpečnostními kamerami.
Na výstavbu transbordéru bylo použito syrové dřevo bez provedení testů na dřevokazné houby. Jak se po několika letech ukázalo, bylo napadeno trámovkou plotní (Gloeophyllum sepiarium). Proto tvůrci mostu přikročili koncem května 2014 ke generální rekonstrukci, která proběhla za přispění soukromého sponzora v několika fázích během dvou týdnů a v jejímž rámci byla vyměněna základní nosná konstrukce a doplněny některé nové ochranné prvky. V témž období začali podnikatelé z Bílého Kostela nad Nisou u transbordéru díky nárůstu turistického ruchu provozovat též sezónní stánek s občerstvením s názvem Stánek pod smrčkem.

## Popis
Konstrukce je dřevěná, upevněná v betonových základech. Krom betonových základů je snadno přemístitelná a skladná. Cestující se přepravují v závěsném dřevěném vozíku dimenzovaném pro 6 osob nebo pro 2 jízdní kola s 2 cyklisty nebo pro matku s kočárkem a manželem. Nosnost je uváděna 800 kg či jedna tuna, dle architekta je nosnost zařízení 800 kg, přičemž 500 kg připadá na zatížení vozíku a 300 kg na samotný vozík.

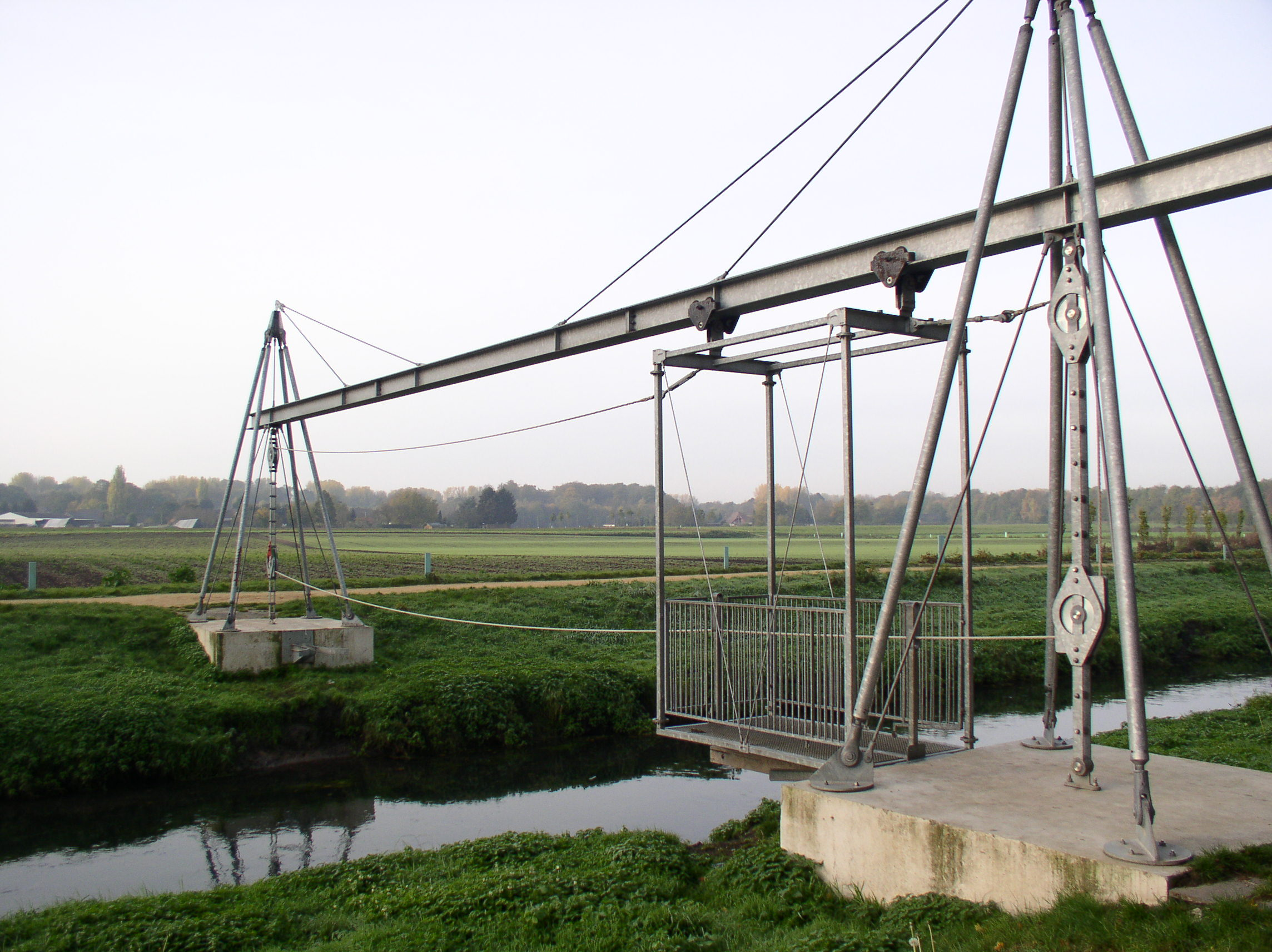
Transbordér přes říčku Niers v Porúří, vzor chrastavského zařízení

Přepravní kapacita je uváděna 300 lidí za hodinu. Vozík je zavěšen kladkami na speciálním vazníku. Dráha vozíku je dlouhá 23 metrů. Pohánějí jej cestující vlastní silou taháním za lano vedoucí přes soustavu kladek. Zařízení bylo vybudováno ze dřeva z okolních lesů. Všechny části jsou umístěny v takové výšce, aby nebyly ohroženy povodněmi, vozík je možno kladkostrojem zvednout nad úroveň 500leté vody. Životnost při pečlivé údržbě je plánována na 40 let. Případné zastřešení by mohlo životnost prodloužit až asi na 100 let.
Vzorem byl Martinu Rajnišovi transbordér s kovovou konstrukcí, který byl vybudován roku 2003 podle návrhu německého architekta českého původu Mirko Bauma v Porúří na říčce Niers. Rajniš získal i Baumův souhlas s využitím nápadu. Myšlenkou na vybudování transbordéru se Martin Rajniš zabýval po svých návštěvách Francie již v předchozích letech, dřevěný transbordér navrhl například v projektu zahrad pro firmu Botanicus.

## Další mosty v Chrastavě
K 17. říjnu 2011 byly v Chrastavě uvedeny do provozu též tři nové zvedací lávky ze dřeva a železa, které lze v případě povodně zvednout asi o 2 metry. Zvedací zařízení pro každou z nich stálo kolem 155 tisíc Kč.

## Záměry dalších transbordérů v Česku
Na základě zkušenosti z Chrastavy se na autory projektu obrátila nejmenovaná obec na Berounce se zadáním na vybudování transbordéru, protože projektovaná lávka by stála 10 milionů Kč a transbordér by byl výrazně levnější.
Martin Rajniš a Pavel Klega uvažovali i o využití transbordéru v Praze, například místo přívozu na Císařskou louku, na cyklostezkách či v parcích.